# Citroën e-Méhari
La Citroën e-Méhari è una cabriolet compatta a trazione elettrica prodotta dal 2016 al 2019 dalla casa automobilistica Citroën in collaborazione con il produttore francese di auto elettriche Bolloré.

## Storia e profilo

### Genesi del modello

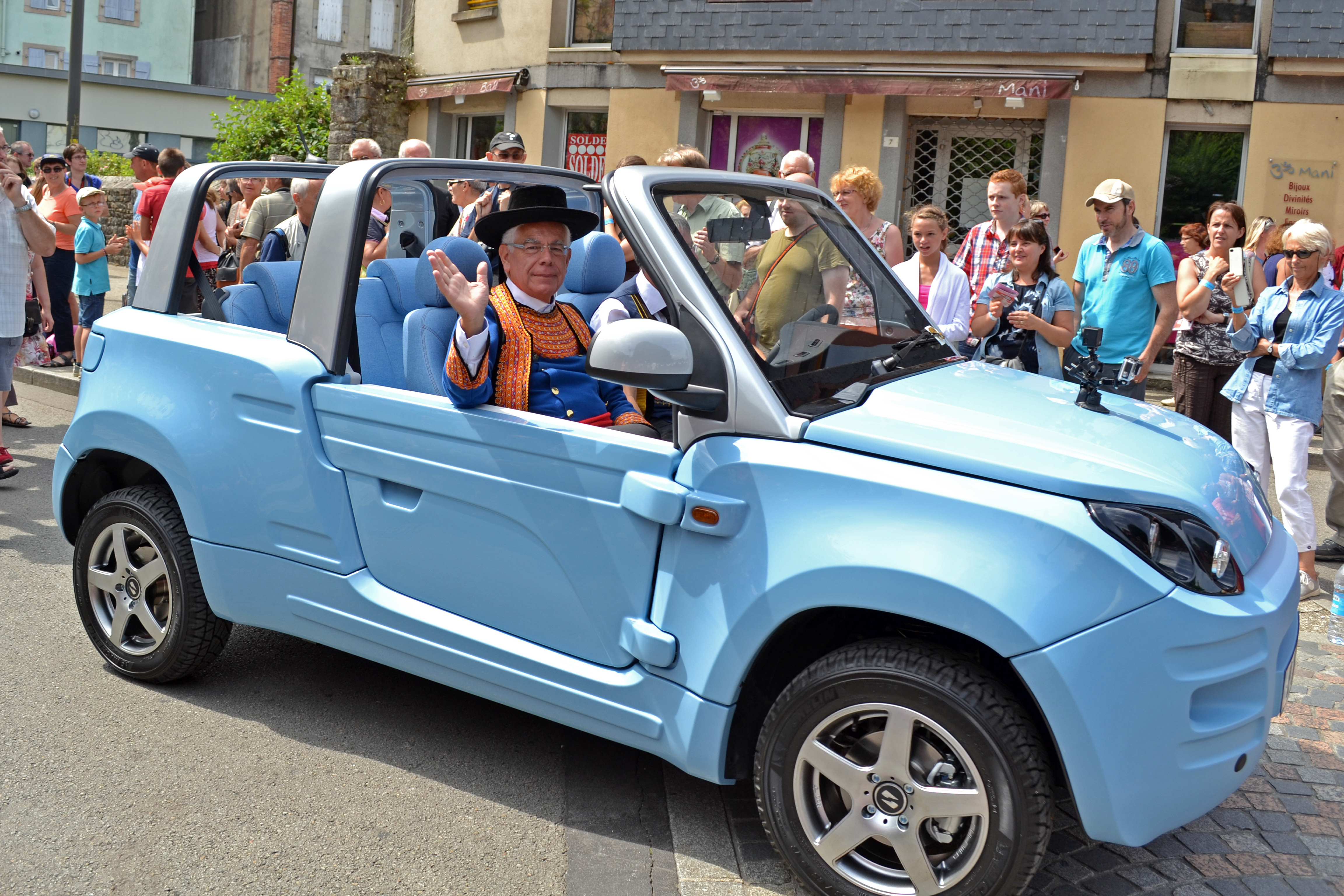
La Bolloré Bluesummer

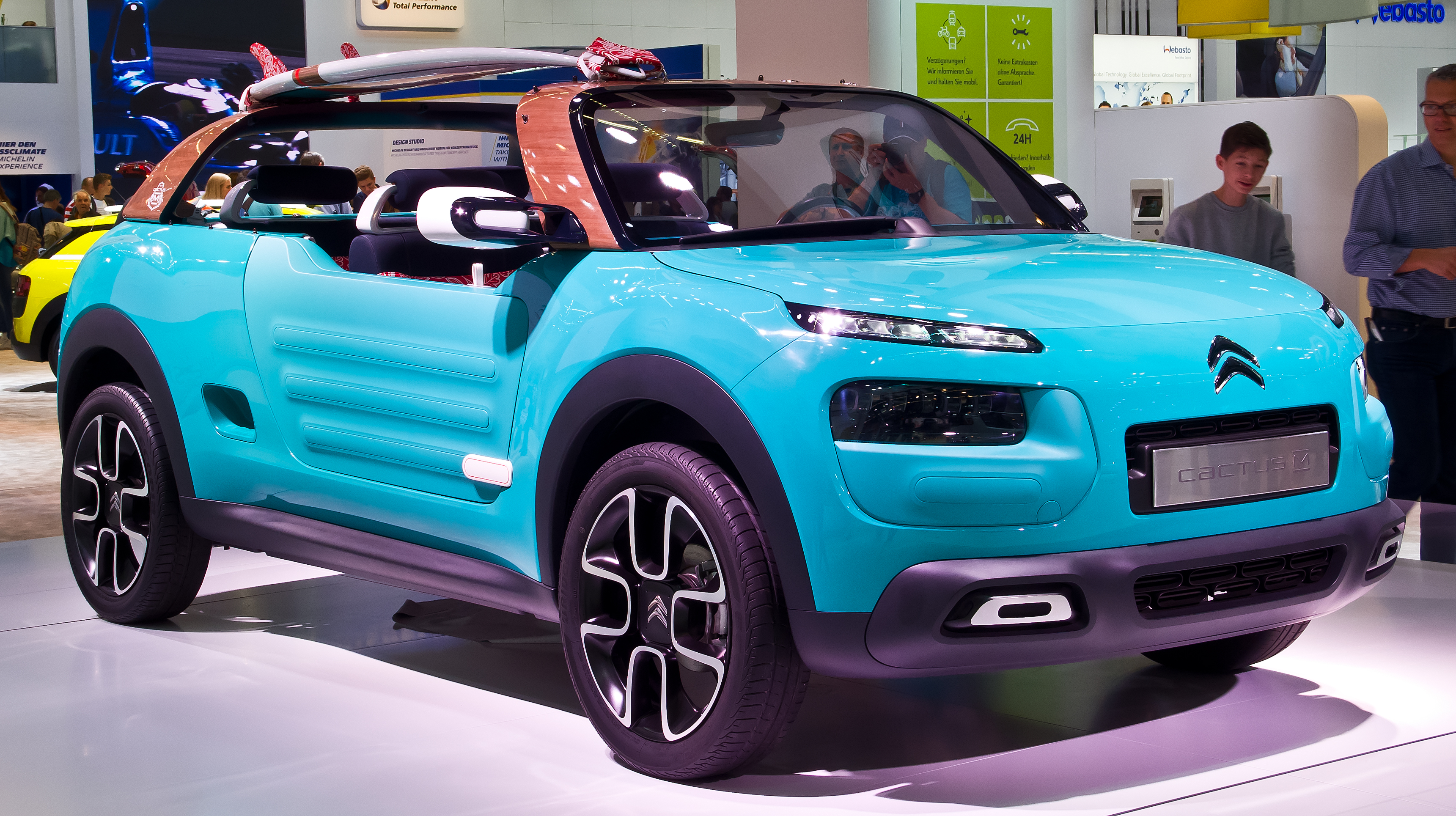
La Citroën Cactus M

La lunga serie di concept car che nel corso degli anni vennero realizzate dalla Citroën incluse di tanto in tanto anche una spiaggina, ossia una di quelle vetture concepite per il tempo libero e dotate di un rudimentale tetto in tela, spesso visibili nelle località balneari. Chiaramente, la musa ispiratrice di tali concept cars fu la vecchia Citroën Mehari, cioè la spiaggina realizzata sulla base della 2CV e commercializzata per quasi un ventennio, tra il 1968 e il 1987. Le intenzioni della Casa del "double Chevron" si fecero però più incisive solo nel 2015, quando il gruppo PSA strinse un accordo di collaborazione con la Bolloré, la piccola Casa francese specializzata nella produzione di vetture elettriche. E fu proprio a una vettura elettrica che il gruppo PSA stava pensando in quel periodo, una vettura da produrre con il marchio Citroën e caratterizzata dalla propulsione affidata a un motore elettrico, ma anche da una carrozzeria che richiamasse in maniera chiara l'antenata di quasi cinquant'anni prima, pur reinterpretandone le linee in chiave molto più moderna. A tale scopo, già al Salone di Francoforte venne presentata la Cactus M, una concept le cui linee in realtà rispecchiarono quasi del tutto il modello definitivo. Il nome Cactus volle ricollegare, almeno sotto il piano stilistico, la concept alla C4 Cactus, all'epoca la nuova nata sotto il segno del "double Chevron". La lettera M, invece, volle essere un riferimento alla vecchia Méhari, della quale riprende l'impostazione generale della carrozzeria. La scocca invece fu derivata direttamente dal modello Bluesummer, prodotto dalla parntner Bolloré e anch'esso con carrozzeria di tipo spiaggina. Per quanto riguardava il motore, la concept di Francoforte montava un motore 1.2 turbo benzina da 110 CV e inizialmente parve proprio che la Citroën avrebbe utilizzato motori endotermici per muovere la sua nuova vettura.

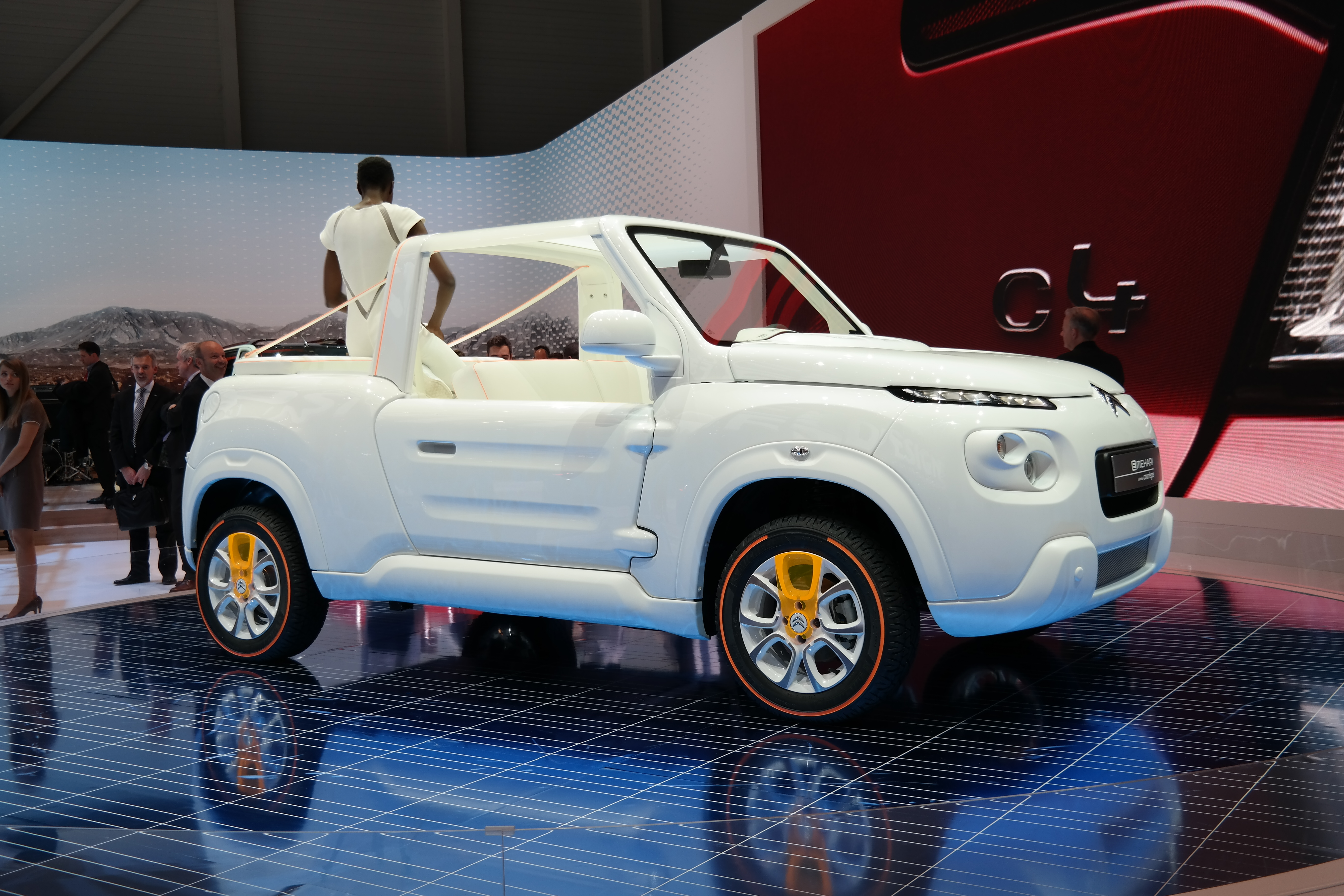
Una e-Méhari Courrèges

La presentazione del modello definitivo si ebbe solo un paio di mesi dopo, il 7 dicembre, in occasione del COP 21, la kermesse dedicata al clima, ai cambiamenti climatici e alla questione ecologica. A fianco del modello definitivo, ne venne presentata una versione speciale, disegnata in collaborazione con la casa di moda parigina Courrèges.
Il primo Salone automobilistico in cui venne esposta la e-Méhari definitiva fu quello di Ginevra. La denominazione ufficiale del modello rispecchiò distintamente sia la discendenza spirituale dalla vecchia Méhari, sia il fatto di essere una vettura totalmente elettrica. E fu proprio questa una delle maggiori differenze di contenuto rispetto alla concept di due mesi prima.

#### Design esterno e interno

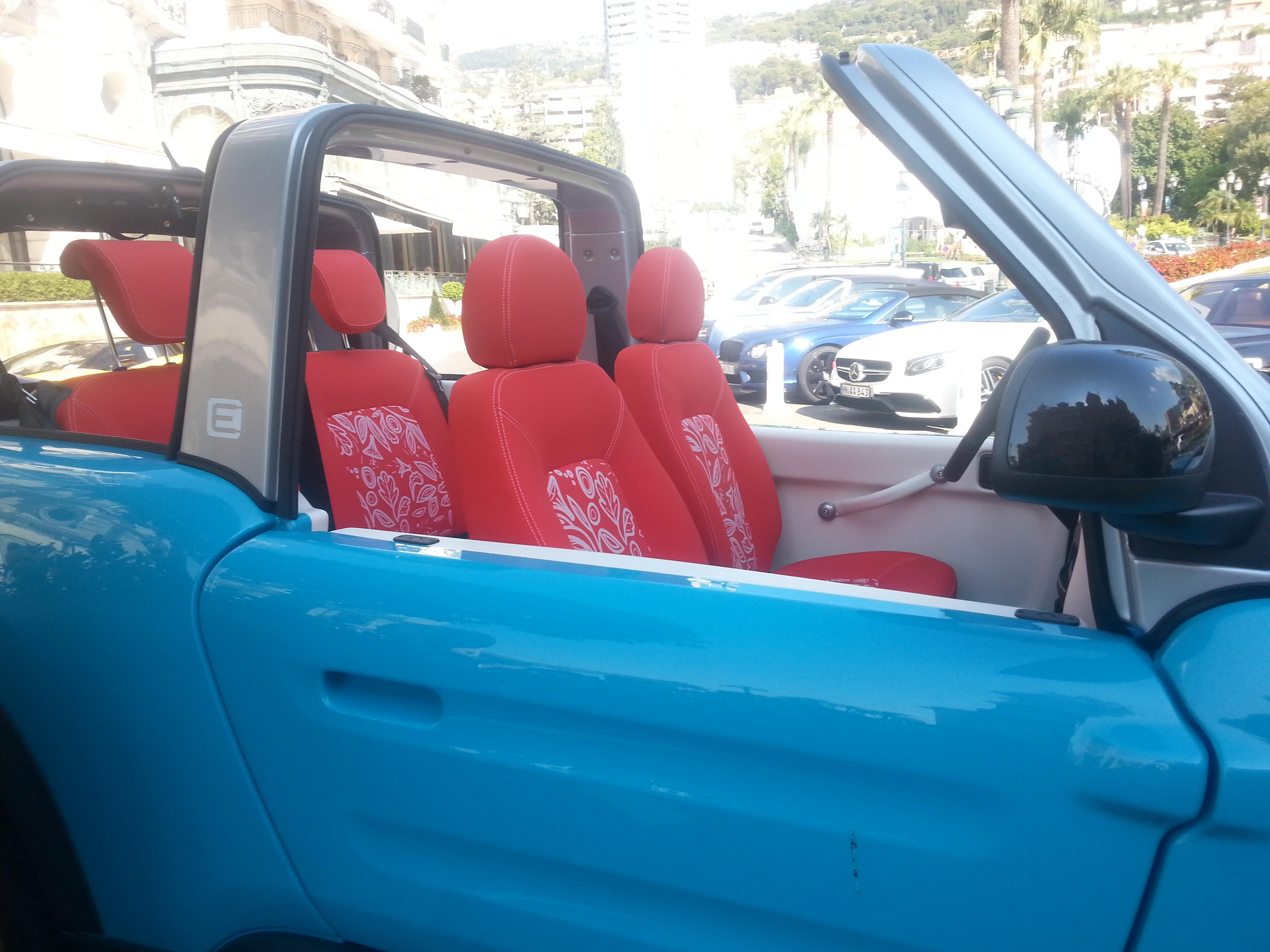
Dettaglio dell'abitacolo di una e-Mehari; notare i 2 roll-bar fissi di colore grigio

Come già detto, la e-Méhari richiamava stilisticamente la C4 Cactus, specialmente nel frontale, massiccio e dotato di sottili gruppi ottici a sviluppo orizzontale. L'impostazione essenziale della carrozzeria, il parabrezza piatto e le scanalature laterali lungo la fiancata erano invece motivi che ricollegavano la vettura alla quasi omonima antenata. La Mehari del 1968 fu pensata per potersi muovere anche sui fondi sabbiosi delle spiagge e allo stesso modo si era pensato di impostare anche la carrozzeria della e-Méhari, sottolineando ulteriormente tale aspetto con l'ausilio di una carrozzeria decisamente alta da terra e con l'inserimento di fascioni in plastica grezza nel sottoporta e lungo i bordi inferiori dei paraurti. Inediti erano i roll-bar corrispondenti ai montanti posteriore e centrale, oltre che ai montanti del parabrezza. Chiaramente tale novità era dettata da esigenze relative al fattore sicurezza, ovviamente da non trascurare, e inoltre, sempre dal punto di vista stilistico, la presenza dei roll-bar andava a costituire la maggior differenza tra il modello definitivo e la concept esposta poco tempo prima a Francoforte.

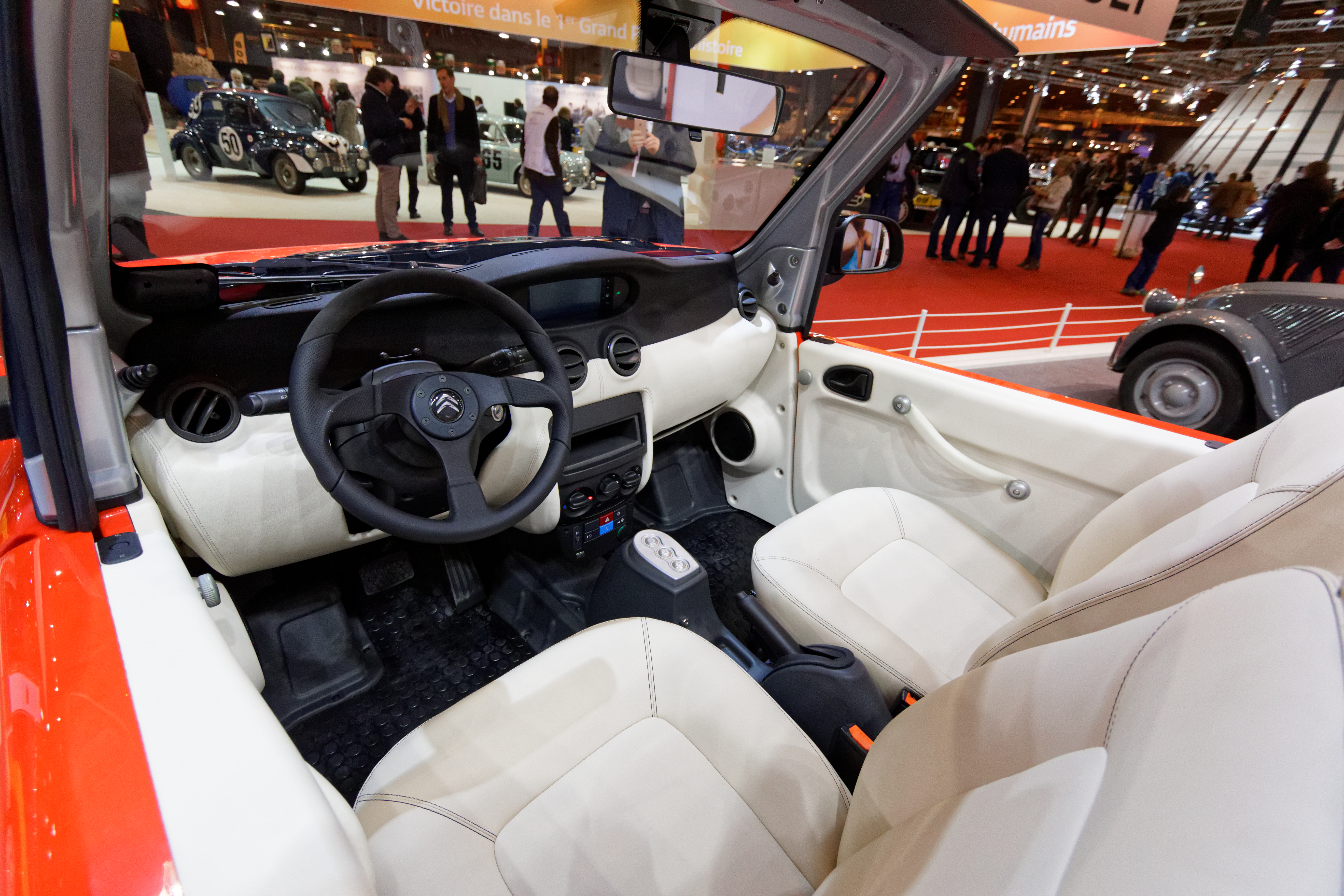
Gli interni

La e-Méhari aveva interni minimali e molto semplici e un tetto in tela leggera, tutto ciò al fine di ridurre il peso e aumentare l'autonomia. In parte, la semplicità di tali soluzioni era stata ripresa da quanto già utilizzato per la C4 Cactus anche se nel caso della e-Méhari si voleva accentuare ulteriormente tale caratteristica. Oltre che per un discorso di contenimento della massa a vuoto, tale spartanità, poi, era voluta anche per stabilire un'ulteriore collegamento con la oltremodo essenziale Méhari di decenni prima. I rivestimenti avevano la particolarità di essere completamente impermeabili.

#### La tecnica dellae-Méhari
Per quanto riguarda la struttura della e-Méhari, essa proponeva una scocca in acciaio con pannelli carrozzeria fabbricati in plastica termoformata, esattamente come l'antenata Méhari, che però non disponeva di una vera scocca portante in acciaio, bensì di un telaio a piattaforma. La spinta veniva da un motore elettrico da 68 CV di potenza massima e in grado di fornire una coppia di 140 Nm. Richiedendo la massima potenza, la vettura poteva erogare la massima potenza in un brevissimo lasso di tempo, dando una sorta di effetto "overboost" tipico dei motori turbocompressi, In condizioni di utilizzo normali, però, quando non veniva richiesta la massima spinta, il motore si limitava a erogare solo 48 CV.
Lo schema meccanico era quello ormai abituale, specie fra i costruttori di piccole vetture, e quindi ecco che anche la e-Méhari proponeva un'architettura del tipo "tutto avanti", ivi compresa anche la trazione anteriore. Il motore elettrico veniva alimentato da un pacco batterie al litio-polimeri da 30 kWh, ricaricabili in 8 ore da una colonnina da 16 A oppure in 13 ore dalla presa di casa (10 A). Purtroppo le batterie non erano comprese nel prezzo ma necessitavano della sottoscrizione di un contratto di locazione relativo alle batterie stesse, contratto da sottoscrivere presso la Bolloré. L'autonomia è sufficiente, secondo i dati dichiarati dalla casa madre, per percorrere fino a 200 km in città e 100 km sulle autostrade. La meccanica telaistica prevedeva un avantreno di tipo MacPherson e un retrotreno a ruote interconnesse con bracci tirati e barre di torsione. I freni erano del tipo a disco sulle quattro ruote, mentre lo sterzo era a cremagliera servoassistito.
Per quanto riguarda le prestazioni, la e-Méhari raggiungeva una velocità massima di 110 km/h e accelerava da 0 a 50 km/h in 6,4 secondi.

### La carriera commerciale
Data la sua evidente natura di veicolo di nicchia, la e-Méhari non ha mai voluto essere una vettura destinata a grandi volumi di vendita, ma più un'auto immagine. Il modello cominciò a essere prodotto a partire dal 2016 dalla Bolloré e venne venduto anche in altri paesi europei fin dal lancio sul mercato.
Poche sono state anche le tappe della carriera commerciale della e-Méhari: la più significativa si è avuta nel marzo del 2018, quando la vettura divenne disponibile anche con hard-top rimovibile. Ma già nel gennaio del 2019 la Casa del "double chevron" ha annunciato che nei mesi successivi la e-Méhari avrebbe cessato la sua carriera commerciale. E infatti, nel giugno del 2019 la vettura ha cominciato a scomparire gradualmente dai listini europei.